# Volča
Volča – wieś w Słowenii, w gminie Gorenja vas-Poljane. W 2018 roku liczyła 117 mieszkańców.